# النساء والدين

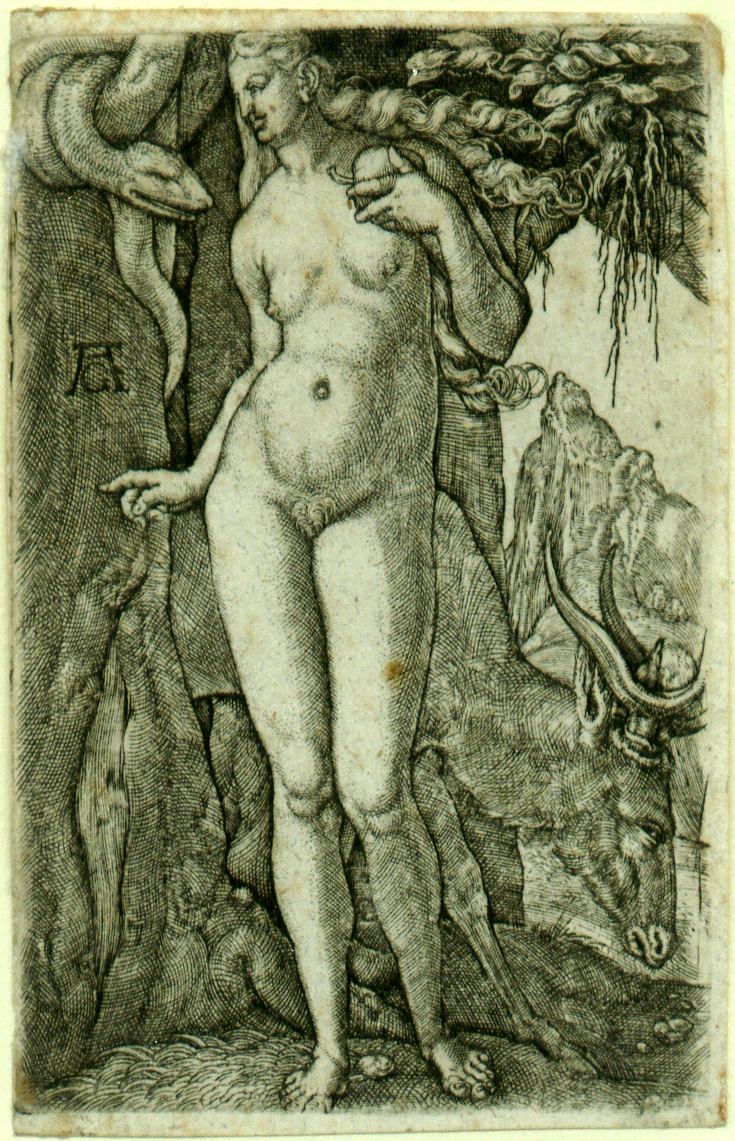
حواء مع الثعبان

في العادة تبحث دراسة النساء والدين عن دور النساء في عقائد دينية معينة، وكذلك الشرائع الدينية المرتبطة بموضوع النوع والأدوار النوعية وسيدات محددات في التاريخ الديني.
يختلف وضع ودور المرأة من دين لآخر، وهذا يكون بناءا على الأوامر العقائدية. وأحيانا يكون بناء على العادات والتقاليد السائدة في المجتمع الذي تكون فيه الدين.
هناك نقاط مشتركة بين عقائد دينية معينية تتفق في وضع المرأة كليا أو جزئيا كالديانات التي تكون من عائلة دينية واحدة، وعلى سبيل المثال في الديانات الدارمية يعد دور المرأة متشابه إلى حد كبير وقد يكون متطابق بين الجاينية والبوذية، وكذلك في أديان إبراهيمية يمكن أن نعتبر دور المرأة متشابه بين اليهودية والإسلام في وجوب الحج على المرأة إلى بيت المقدس (في اليهودية) وكذلك فرض الحج إلى مكة لمن استطاع (في الإسلام)، وكذلك يوجد تشابه كبير جدا بين وضع المرأة في اليهودية والمسيحية حيث أن التشريع المسيحي يعتمد كليا على ما ورد في العهد القديم، لذلك فواجبات وحقوق المرأة في المسيحة (من الناحية الدينية) تعد صورة طبق الأصل من اليهودية وقد يكون هناك بعض الاختلافات.

## المرأة في الهندوسية
في الديانة الهندوسية تقدم النصوص الدينية وجهات نظر متنوعة ومتضاربة حول وضع المرأة، وذلك بدءاً من وضعها أحيانا كإلهة (كالآلهة الهندوسية المؤنثة) إلى الحد دورها كإبنه مطيعة وربة بيت وأم.
في ترنيمة «ديفي سوكتا» الموجودة في كتاب الريجفدا (إحدى الكتب الهندوسية المقدسة)، يظهر أن الروح المؤنثة جوهر الكون، ومنها ينشئ كل المسائل والوعي الأبدي واللانهائي، وواقع الميتافيزيقية والتجريبية (براهمان)، الروح (الذات العليا) لكل شيء.
في كتاب السمرتي، يوضح وضع المرأة في الهندوسية بأشكال متناقضة، وفي كتاب مانوسمريتي يؤكد أن المرأة «زوجة، ويجب عليها أن تطيع زوجها وتلتمس الحماية من والدها، في حال كونها شابه متزوجة، واعتبارها أرملة ابنها». وفي الأقسام الأخرى من نفس الكتاب يؤكد أنه يجب على المرأة أن تكرم وتتزين، ومع ذلك فقد شكك العلماء في أصلية أو فساد تلك النصوص مع مرور الوقت، طبقا للاصدارات التي لا تتفق مع العديد من مخطوطات السمرتي التي تم اكتشافها.
وإضافة إلى ذلك، فإن الهندوس كما جاء في مانوسمرتي يحفذون على الزواج المبكر، ويعتبرون عدم الزواج عاراً، ومنذ الصغر يهتم الأهل بإتمام زواج أولادهم. والزواج يربط المرأة بزوجها رباطاً أبدياً، لذلك فقد انتشر عندهم إذا مات الزوج قبل الزوجة أن تحرق الأرملة مع جثمان زوجها لأنَّه خير لها أن لا تبقى بعده، ويدعون للتباعد في الزواج بحيث لا يتزوج الإنسان من قريباته، من جهة الأم أو الأب، ويضعون شروطاً قاسية تتعلق باختيار الزوجة.
في الزواج عند الهندوس يوجد بعض القوانين التي لا يمكن الخروج عنها، منها عادة خطبة الولد للبنت منذ الطفولة أو الميلاد، كما تمنع تلك القوانين من تداخل الطبقات التي حددتها الآلهة، فقد يسمح لأن يتزوج رجل من طبقة عليا فتاة من طبقة أقل منه، ولكن لا يمكن أن يحدث العكس حيث أن القانون يسمح للطبقات العليا أن تفعل ما تشاء، ولكن الطبقات الدنيا مقيدة.
أما بالنسبة للطلاق، فإن الطائفة الهندوسية محكومة بـ«قانون زواج الهندوس»، ولكن المجتمعات الهندية الأخرى لديها قوانينها الخاصة عن الطلاق:
تكلمت النصوص الهندوسية عن زي المرأة ووجوب الالتزام به، ففي التقاليد الهندوسية القديمة والقرون الوسطى كان على المرأة تغطية رأسها ووجهها، أما في العر الحديث فيوجد تحرر إلى حد ما في زي المرأة، وتختلف أشكال الملابس للنساء من أتباع الديانة الهندوسية على حسب العادات وة التقاليد المتواجدة في البيئة المحيطة، فنوع وهيئة الملبس للمرأة الهندوسية يختلف باختلاف الأماكن في الهند أو خارج الهند.

## المرأة في اليهودية
يتم تحديد دور المرأة في اليهودية بعدة عوامل منها: التوراة، والشريعة اليهودية الشفوية، والأعراف، والعوامل الثقافية التي لا ترتبط بالدين من قريب أو من بعيد. وعلى الرغم من ذلك تذكر التوراة العديد من النماذج النسائية، حيث يختلف تعامل الشريعة اليهودية مع المرأة حسب الظروف المحيطة. في التقليد اليهودي، لا يعد الشخص يهوديًا إلا إذا ولد لأم يهودية، على الرغم من أن اسم الأب يستخدم في التوراة فنجد على سبيل المثال لا الحصر: «دينا بنت يعقوب».
شهدت العصور الوسطى العديد من التطورات الدينية في الديانة اليهودية. فنجد غض الطرف على الحظر المفروض على تعليم النساء التوراة، وظهور النساء في مجموعات المصليين بالإضافة إلى ذلك بدأت المرأة بالمشاركة في شعائر الديانة اليهودية علنًا في المعابد. وربما كان هناك بعض النساء اللاتي تعلمن كيفية أداء الطقوس باللغة العبرية. وتوجد بعض الدلائل التي تؤكد على ارتداء زوجات الحاخامات في بعض المجتمعات الأشكينازية في القرن الخامس عشر التزيتزيت تمامًا كأزواجهن.

## المرأة في البوذية
من تعاليم بوذا أن تكون الزوجة مطيعة لزوجها (05:33)، كما من تعاليمه أيضاً أنه ينبغي على الأزواج أن يحترموا زوجاتهم، وقد اتفق بعض الباحثين من العلماء مثل فاورى برنارد وميراندا شو على أن التعاليم البوذية في بدايتها كانت تتصدى لقضايا الجنسين بشكل كبير وتعطيه اهتماماً كبيراً.
كان غاوتاما بوذا يسمح للمرأة الانضمام إلى المجتمع الرهباني كعضو كامل العضوية، على الرغم انه كان هناك بعض الشروط التي قام بوضعها بوذا لكي تتمثل المرأة البوذية في المجتمع الرهباني، وهذا ما تم بيانه في المجلس البوذي الأول، فقد كانت البوذية المبكرة بشكل عام تقوم بفرض السيطرة من قبل الرهبان على الراهبات.
فسر بعض المعلقين على تعاليم «غوتاما بوذا»، أنه أظهر المرأة كمسؤولة عن سقوط الجنس البشري، إلا أن تفسير البوذية على غير العموم يظهر المرأة على كونها الشهوة بشكل عام.
ومع ذلك، على الرغم من بعض الصور أقل إيجابية للمرأة في «البوذية المبكرة»، هناك أيضا أمثلة في «بيتكا سوتا ثيرافادا» توحي بأن مفهوم التمايز بين الجنسين يمكن أن يكون عائقا أمام تحقيق السكينة، أو التنوير.
على حسب الفكر البوذي فإن المستوى الذي تتطلبه المرأة لكي تصل لمرحلة البوذوية هي تجرها عن مظاهر الحياة العادية (ممارسة الزهد) يتراوح من لا شيء على الإطلاق إلى الشرط المطلق.
بالنسبة للبوذية المبكرة والبوذية في العصور الوسطى، فعلى الرغم من أن النصوص البوذية المبكرة مثل مقطع (بيتكا فينيا كانون بالي كولافاجا) تحتوي على كلمات من غاوتاما بوذا يتحدث عن حقيقة كون المرأة انه يمكنها تحقيق التنوير، إلا أن في الواقع يصعب (بل يستحيل) على المرأة الوصول للبوذوية، وهذا ما تم تطبيقه في أرض الواقع أنه لا يمكن للمرأة أن تصل للبوذوية.
في القرن العشرين وصلت الراهبة تنزين بالمو التابعة للمدرسة البوذية التبتية إلى حالة التنوير، وذكرت «لقد جعلت من نذري تحقيق التنوير في شكل الإناث – بغض النظر كم من العمر استغرق تحقيق هذا»
من ضمن تعاليم غواتما بوذا بعض منها يعتبره الباحثون أمر حسن ولكن ينتقدون فيه أشياء كثيرة متعلقة بموضوع الزواج، فمض ضمن تلك التعاليم الحسنة هي الدعوة إلى المحبة والتسامح والتعامل بالحسنى والتصدق على الفقراء وترك الغنى والترف وحمل النفس على التقشف والخشونة وفيها تحذير من الجنس الغير منضبط (الزواج غير الشرعي كالزنا) والمال والترغيب في البعد عن الزواج والدعوة إلى الرهبنة.

## المرأة في المسيحية
أثرت الكنيسة على النظرة الاجتماعية للمرأة في جميع أنحاء العالم بطرق هامة، حسب بعض المؤرخين أمثال جيوفيري بلايني. أما في تاريخ المسيحية، فيختلف دور المرأة إلى حد كبير اليوم عما كان في القرون السابقة، وذلك بسبب التطور التاريخي الكبير الذي حدث منذ القرن الأول للميلاد. وهذا ينطبق بشكل خاص في الزواج وفي المناصب الكهنوتية الرسمية داخل بعض الطوائف المسيحية والكنائس والمنظمات الكنسية.
وقد تم حصر العديد من الأدوار القيادية في الكنيسة بالذكور. ففي الكنائس الكاثوليكية والأرثوذكسية، الرجال فقط يمكنهم أن يصبحوا كهنة أو شمامسة. والذكور فقط يخدمون في المناصب القيادية مثل البابا، البطريرك، والأسقف، لكن يمكن للمرأة أن تكون بمثابة راهبة. تحاول معظم الطوائف البروتستانتية السائدة تخفيف القيود المفروضة منذ زمن بعيد على رسامة النساء كأساقفة، وذلك على الرغم من وجود بعض المجموعات الكبيرة التي تشدد هذه القيود كنوع من ردة الفعل. في حين تبنت الكنائس الكاريزماتية والعنصرة سيامة النساء منذ تأسيسها بهم.
التقاليد المسيحية التي تعترف رسمياً بالقديسين كأشخاص لهم قداسة استثنائية في الحياة تتضمن لائحة بأسماء نساء في تلك المجموعة. أبرزهن هي مريم، أم يسوع التي تحظى بمكانة عالية في جميع الطوائف المسيحية، ولا سيما في الكاثوليكية الرومانية والتي تعتبرها «أم الله». كما تشمل اللائحة نساءً بارزاتٍ عاصرن يسوع، لاهوتياتٍ أتين لاحقاً، راهبات، صوفيات، وطبيبات، ونساء أسسن جماعات دينية أو قادة عسكريين وملكات وشهيدات. وهذا ما يثبت الأدوار المتنوعة التي لعبتها المرأة في الحياة المسيحية. أولى بولس الرسول النساء في هذا الصدد اهتماماً كبيراً، وأقرّ بأنها تستحق مناصب بارزة في الكنيسة، على الرغم من أنه كان حريصاً على عدم تجاهل الرموز المتعلقة بتنظيم الحياة المنزلية للعهد الجديد، أو ما يطلق عليه قانون الأحوال الشخصية اليوناني الروماني والذي كان معمولاً به في القرن الأول للميلاد.
منذ البدايات المبكرة للمسيحية كانت النساء من الأعضاء المهمين في الحياة العامة، على الرغم من أن البعض شكى من تجاهل الكثير من نصوص العهد الجديد والمتعلقة بعمل المرأة. لكن البعض الآخر يرى بأن «كنيسة الرجل» ما هي إلا مبدأ مستقى من نصوص العهد الجديد وتفاسيره، وهو الذي كتب جميع أسفاره «رجال». مؤخراً، بدأ العلماء بأبحاث موسّعة لدراسة اللوحات الجدارية والفسيفساء والنقوش التي تعود إلى تلك الفترة من أجل التعرف على الدور الذي لعبته المرأة في الكنيسة الأولى.
يرى المؤرخ جيفي بلايني أن النصوص المسيحية الأولى تشير إلى مختلف الأنشطة التي مارستها النساء في ظل الكنيسة الأولى. إحداهن امرأة تدعى "سانت بريسكلا، والتي كانت مسؤولة عن التبشير في روما، كما ساعدت في تأسيس المجتمع المسيحي في كورنثوس. سافرت مع زوجها والقديس بولس بهدف التبشير، ودرست اليهودية على يد العلّامة أبلوس  تعد مع أربعة نساء أخريات من قيصيرية في فلسطين من الرسل والأنبياء، كما استضفن القديس بولس في بيتهن، وذلك بحسب رسالة بولس الرسول إلى أهل فيلبس.

## المرأة في الإسلام
يبين المسلمون حقوق وواجبات المراة في الإسلام من مصادر التشريع الإسلامي، حيث يأخذ بالقرآن في المقام الأول ثم ما جاء في الاحاديث النبوية ثم إجماع العلماء ثم القياس والاجتهاد.

### شؤون المرأة
من ناحية التشريع فقد عرض القرآن الكريم الكثير من شؤون المرأة فيما يزيد عن عشر سور، منها سورتان إحداهما عرفت بالنساءالكبرى (سورة النساء) والأخرى بالنساء الصغرى سورة الطلاق، كما نزلت سورة باسم مريم (أم المسيح)، وقد بين القرآن بكون المرأة كالرجل بتحمل مسؤولية الحياة وتصريف شؤونها ورعاية مصالح العباد كما ورد في الآية ﴿وَمَنْ يَعْمَلْ مِنَ الصَّالِحَاتِ مِنْ ذَكَرٍ أَوْ أُنْثَى وَهُوَ مُؤْمِنٌ فَأُولَئِكَ يَدْخُلُونَ الْجَنَّةَ وَلَا يُظْلَمُونَ نَقِيرًا ۝١٢٤﴾ [النساء:124] وفي سورة الحجرات بين المساواة في الإنسانية ﴿يَا أَيُّهَا النَّاسُ إِنَّا خَلَقْنَاكُمْ مِنْ ذَكَرٍ وَأُنْثَى وَجَعَلْنَاكُمْ شُعُوبًا وَقَبَائِلَ لِتَعَارَفُوا إِنَّ أَكْرَمَكُمْ عِنْدَ اللَّهِ أَتْقَاكُمْ إِنَّ اللَّهَ عَلِيمٌ خَبِيرٌ ۝١٣﴾ [الحجرات:13]، وفي الموالاة والتناصح ﴿وَالْمُؤْمِنُونَ وَالْمُؤْمِنَاتُ بَعْضُهُمْ أَوْلِيَاءُ بَعْضٍ يَأْمُرُونَ بِالْمَعْرُوفِ وَيَنْهَوْنَ عَنِ الْمُنْكَرِ وَيُقِيمُونَ الصَّلَاةَ وَيُؤْتُونَ الزَّكَاةَ وَيُطِيعُونَ اللَّهَ وَرَسُولَهُ أُولَئِكَ سَيَرْحَمُهُمُ اللَّهُ إِنَّ اللَّهَ عَزِيزٌ حَكِيمٌ ۝٧١﴾ [التوبة:71] وأيضا في التكليف ﴿إِنَّ الْمُسْلِمِينَ وَالْمُسْلِمَاتِ وَالْمُؤْمِنِينَ وَالْمُؤْمِنَاتِ وَالْقَانِتِينَ وَالْقَانِتَاتِ وَالصَّادِقِينَ وَالصَّادِقَاتِ وَالصَّابِرِينَ وَالصَّابِرَاتِ وَالْخَاشِعِينَ وَالْخَاشِعَاتِ وَالْمُتَصَدِّقِينَ وَالْمُتَصَدِّقَاتِ وَالصَّائِمِينَ وَالصَّائِمَاتِ وَالْحَافِظِينَ فُرُوجَهُمْ وَالْحَافِظَاتِ وَالذَّاكِرِينَ اللَّهَ كَثِيرًا وَالذَّاكِرَاتِ أَعَدَّ اللَّهُ لَهُمْ مَغْفِرَةً وَأَجْرًا عَظِيمًا ۝٣٥﴾ [الأحزاب:35]، وقد ورد في الحديث النبوي «النساء شقائق الرجال».

### الام
يحث الإسلام بصفة عامة على الأم بكونها الشخص الأولى بالاهتمام والحب في حياة المسلم حتى وإن كانت أمه كافرة، فقد أعطى الإسلام للأم مكانة تتميّز عن مكانة الأب في معنى البرّ والعاطفة والإحسان، لأن الأم هي التي تبذل في صناعة الحياة للولد كلَّ الجهد، وتتحمّل كل الثقل والتعب وكل الرعاية، فهناك فرق بين الأبوّة والأمومة، فالأبوّة لا تثقل جسد الرجل، ولكن الأمومة تثقل الأم، وتعرّضها للخطر، فهي التي تحمل الولد وتغذيه من جسدها، فيربك الحمل صحّتها، ويثقل حركتها، ما قد يترك تأثيرًا في صحتها بالمرض، أو بما يزيد من مرضها، عندما تكون مريضة قبل الحمل، وهي التي تواجه الخطر على حياتها عند الوضع، ويأتي الدور الثاني، وهو دور الرضاعة والحضانة، حيث يقيّد الطفل حرية الأم في الحركة، ويضيّق عليها الكثير من المساحة التي تتحرك فيها، كما جاء في سورة لقمان ﴿وَوَصَّيْنَا الْإِنْسَانَ بِوَالِدَيْهِ حَمَلَتْهُ أُمُّهُ وَهْنًا عَلَى وَهْنٍ وَفِصَالُهُ فِي عَامَيْنِ أَنِ اشْكُرْ لِي وَلِوَالِدَيْكَ إِلَيَّ الْمَصِيرُ ۝١٤﴾ [لقمان:14]، ولذلك، تحدّث الله تعالى عن معاناة الأم، بما لم يتحدث به عن معاناة الأب، بقوله تعالى: (حملته أمه كرهًا ووضعته كرهًا وحمله وفصاله ثلاثون شهرًا)، هذه كلها من خصوصيات الأم، ولذلك ورد في الحديث النبوي الشريف، أن رجلا جاء النبي صلى الله عليه وسلم فقال: يا رسول الله، أردت أن أغزو، وقد جئت أستشيرك. فقال: هل لك أم؟ قال: نعم. قال: فالزمها فإن الجنة تحت رجليها)، بمعنى أن الله قد جعل الجنة لها، لأنها هي التي تبذل الجهد كله في صناعة الحياة للإنسان، وقد ورد في بعض الأحاديث، أن المرأة الحامل إذا ماتت في أثناء نفاسها، كان لها أجر الشهداء، فالشهيد يحفظ بدمه للأمة عزتها وكرامتها، ويحمي أرضها وإنسانها. أما الأم، فتلد الشهداء والمجاهدين والعلماء والقادة والمصلحين، تحملهم أجنّة وتضعهم أطفالاً وترعاهم شبابًا، وتحضنهم حتى لو بلغوا الخمسين والستين.

### الحقوق
وفي الحقوق المدنية: فإن كانت المرأة بالغة، يحق لها أن تتعاقد، وتملك العقار والمنقول، وتتصرف فيما تملك، كما حرم الإسلام تزويج البالغة العاقلة بدون رضاها، أو على كره منها.
وفي الميراث إما أن يكون للمرأة نصف ما للرجل (في حالة ميراث أحد الوالدين) ولكون الرجل هو الذي ينفق عليها ويدفع لها الصداق، ويعد لها منزل الزوجية، أو يكونا متساويين حيث يكون لكلاهما السدس (في حالة ميراث أحد الأبناء حيث يكون للوالدين السدس وللأخت النصف) وكما موضح بالتفصيل في تلك الآية من سورة النساء ﴿يُوصِيكُمُ اللَّهُ فِي أَوْلَادِكُمْ لِلذَّكَرِ مِثْلُ حَظِّ الْأُنْثَيَيْنِ فَإِنْ كُنَّ نِسَاءً فَوْقَ اثْنَتَيْنِ فَلَهُنَّ ثُلُثَا مَا تَرَكَ وَإِنْ كَانَتْ وَاحِدَةً فَلَهَا النِّصْفُ وَلِأَبَوَيْهِ لِكُلِّ وَاحِدٍ مِنْهُمَا السُّدُسُ مِمَّا تَرَكَ إِنْ كَانَ لَهُ وَلَدٌ فَإِنْ لَمْ يَكُنْ لَهُ وَلَدٌ وَوَرِثَهُ أَبَوَاهُ فَلِأُمِّهِ الثُّلُثُ فَإِنْ كَانَ لَهُ إِخْوَةٌ فَلِأُمِّهِ السُّدُسُ مِنْ بَعْدِ وَصِيَّةٍ يُوصِي بِهَا أَوْ دَيْنٍ آبَاؤُكُمْ وَأَبْنَاؤُكُمْ لَا تَدْرُونَ أَيُّهُمْ أَقْرَبُ لَكُمْ نَفْعًا فَرِيضَةً مِنَ اللَّهِ إِنَّ اللَّهَ كَانَ عَلِيمًا حَكِيمًا ۝١١﴾ [النساء:11]

### التعبد
من ناحية التعبد فقد فرض على المرأة مثلها مثل الرجل في أداء أركان الإسلام الخمسةن وكذلك باقي الفروض إلا باختلاف بسيط من حيث وقوع المرأة في الحيض فقط عفي عنها الصلاة، وكذلك في حالة الحمل والرضاعة عفي عنها الصيام، بالإضافة لعدم إلزام المرأة بصلاة الفروض الخمسة بالمسجد وأيضا عدم إلزامها بالجهاد في حالة الحرب (إلا تطوعا).

### حيض
يختلف الإسلام في مسألة حيض المرأة عما جاء من غلو في الأحكام اليهودية ونقلتها إلى المسيحية بأن حيض المرأة يجعلها نجسة وتنجس أي شيء تلمسه كما جاء في سفر اللاويين ((وإذا كانت امرأة لها سيلٌ دما فسبعة أيام تكوم في طمثها. وكل من مسها يكون نجسا إلى المساء وكلُ ما تضطجع عليه في طمثها يكون نسجا وكل ما تجلس علي يكون نجسا وكل من مس فراشها يغسلُ ثيابه ويستحم بماء، ويكون نجسا إلى المساء وكل من مس متاعا تجلس عليه يُغسل ثيابه ويستحم بماء ويكون نجسا إلى المساء. وإن كان على الفراش أو على المتاع الذي هي جالسةُ عليه عندما يمسه يكون مجسا إلى المساء . وإن اضطجع معها رجل فكان طمثهايكون نجسا سبعة أيام . وكل فراش يضطجع عليه يكون نجسا وكلُ من مسهّن يكون نجسا فيغسل ثيابه ويستحم بماء ويكون نجسا إلى المساء وإذا طهرت من سيلها تحسب لها سبعة أيام وفي اليوم الثامن تأخذ لنفسها دجاجتين أو فرخي حمام وتأت بهما إلى الكاهن. ويُكفر عنها الكاهن أمام الرب من سيل نجاستها)) وهذا ما أتفقت عليه اليهودية والمسيحية معا لأن التشريع المسيحي مستمد من العهد القديم ولا يوجد في العهد الجديد شيء يتكلم عن المحيض، أما في الإسلام فقد حد مسألة المحيض في الآية 44 من سورة الحج ((ويسألونك عن المحيض قل هو أذى فاعتزلوا النساء في المحيض)).
في الوقت الحاضر يختلف دور النساء المسلمات بين المجتمعات المختلفة. وأحيانا تعاني النساء المسلمات لعدة مشاكل في بعض البيئات والمجتمعات غير الإسلامية وخاصة في أوروبا وأمريكا، وقد تكون تلك المشكلة في المقام الأول بسبب ارتداء النقاب أو الحجاب في تلك الدول.

### احاديث في ترغيب الاحسان الى المراة او فضل الاحسان الى المراة
- أنا وامرأة سفعاء الخدين كهاتين يوم القيامة وأومأ يزيد بًالوسطى والسبًابة امرأة آمت من زوجها ذات منصب وجمال حبست نفسها على يتاماها حتى بًانوا أو ماتوا[18]
- سَمِعْتُ رَسُولَ اللَّهِ صَلَّى اللَّهُ عَلَيْهِ وَسَلَّمَ يَقُولُ : مَنْ كَانَتْ لَهُ ابْنَةٌ ، فَأَدَّبَهَا ، وَأَحْسَنَ أَدَبَهَا ، وَغَذَاهَا ، فَأَحْسَنَ غِذَاءَهَا ، وَأَسْبَغَ عَلَيْهَا مِنَ النِّعْمَةِ الَّتِي أَسْبَغَ اللَّهُ عَلَيْهِ ؛ كَانَتْ لَهُ مَيْمَنَةً وَمَيْسَرَةً مِنَ النَّارِ إِلَى الْجَنَّةِ
- أكمَلُ المؤمنينَ إيمانًا أحسَنُهم خلُقًا، وخيارُكم خيارُكم لنسائِهم[19]
- (أَنَّ رَجُلًا أَتَى النَّبِيَّ صَلَّى اللَّهُ عَلَيْهِ وَسَلَّمَ، فَقَالَ: يَا رَسُولَ اللَّهِ، إِنِّي أَصَبْتُ ذَنْبًا عَظِيمًا، فَهَلْ لِي تَوْبَةٌ؟ قَالَ: هَلْ لَكَ مِنْ أُمٍّ؟ قَالَ: لَا، قَالَ: هَلْ لَكَ مِنْ خَالَةٍ؟ قَالَ: نَعَمْ، قَالَ: فَبِرَّهَا[20]
- روى مسلم عن أنس بن مالك رضي الله عنه قال: قال رسول الله صلى الله عليه وسلم: من عال جاريتين حتى تبلغا، جاء يوم القيامة أنا وهو، وضم أصابعه[21]
- جاءتني مسكينةٌ تحمِلُ ابنتينِ لها فأطعَمْتُها ثلاثَ تمراتٍ فأعطتْ كلَّ واحدةٍ منهما تمرةً ورفَعت إلى فيها تمرةً لِتأكُلَها فاستطعَمَتاها ابنتاها فشقَّتِ التَّمرةَ الَّتي كانت تُريدُ أنْ تأكُلَها بينَهما فأعجَبني حنانُها فذكَرْتُ الَّذي صنَعتْ لرسولِ اللهِ صلَّى اللهُ عليه وسلَّم فقال: ( إنَّ اللهَ قد أوجَب لها الجنَّةَ وأعتَقها بها مِن النَّارِ )[22]
- عن أمِّ سلمة زوج النبي صلى الله عليه وسلم قالت: قال رسول الله صلى الله عليه وسلم: «من أنفق على ابنتين أو أُختين أو ذواتي قرابة يحتسب النفقة عليهما حتى يُغنيهما الله من فضله عز وجل، أو يكفيهما كانتا له سترًا من النار[23]
- مَن كُنَّ له ثَلاثُ بناتٍ يُؤْويهِنَّ، ويَرحَمُهُنَّ، ويَكفُلُهُنَّ، وجبَتْ له الجنَّةُ البتَّةَ، قال: قيل: يا رسولَ اللهِ: فإنْ كانتِ اثنتَيْنِ؟ قال: وإنْ كانتِ اثنتَيْنِ، قال: فرَأى بعضُ القومِ أنْ لو قالوا له: واحدةً، لقال: واحدةً.[24]
- من عال جاريتين حتى تبلغا جاء يوم القيامة أنا وهو وضم أصابعه[25]
- ما مِن رجلٍ تدرِكُ لَهُ ابنتانِ، فيُحسِنُ إليهما ما صحِبتاهُ أو صحبَهُما إلَّا أدخَلَتاهُ الجنَّةَ[26]

## وصلات خارجية
- Spots of Light: Women in the Holocaust | Faith from an exhibition by Yad Vashem
- Women in Religion section of American Academy of Religion